# Доци (Широки Бријег)
Доци су насељено мјесто у Босни и Херцеговини у општини Широки Бријег које административно припада Федерацији Босне и Херцеговине. Према попису становништва из 1991. у насељу је живјело 187 становника.

## Становништво
Према попису становништва из 1991. године ту је живело 187 становника и сви су се изјаснили као Хрвати.
| Демографија | Демографија | Демографија |
| Година      | Становника  | Становника  |
| ----------- | ----------- | ----------- |
| 1991.       | 213         |             |